# Jan van der Veen (dichter)

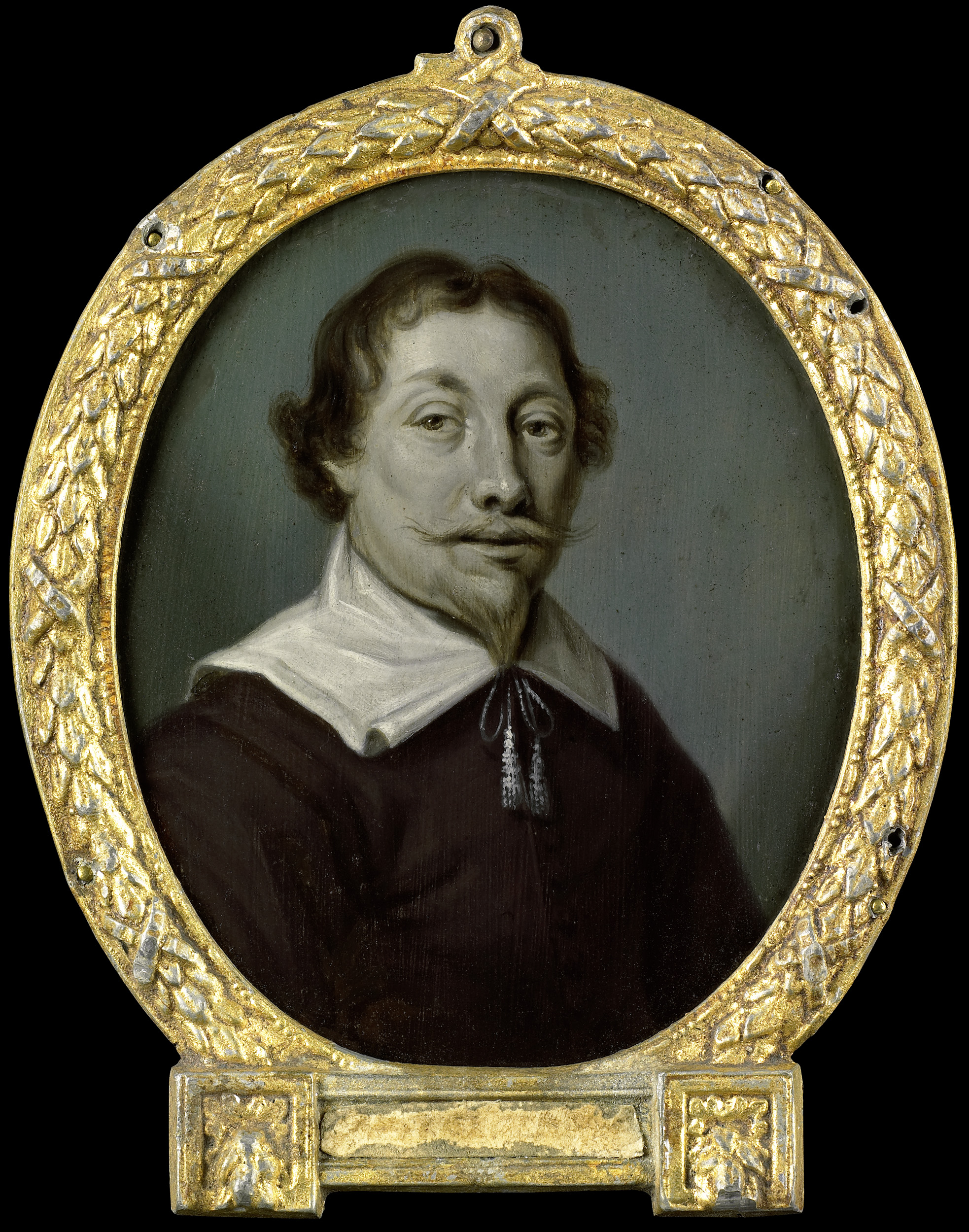
Portret van Jan van der Veen door Arnoud van Halen

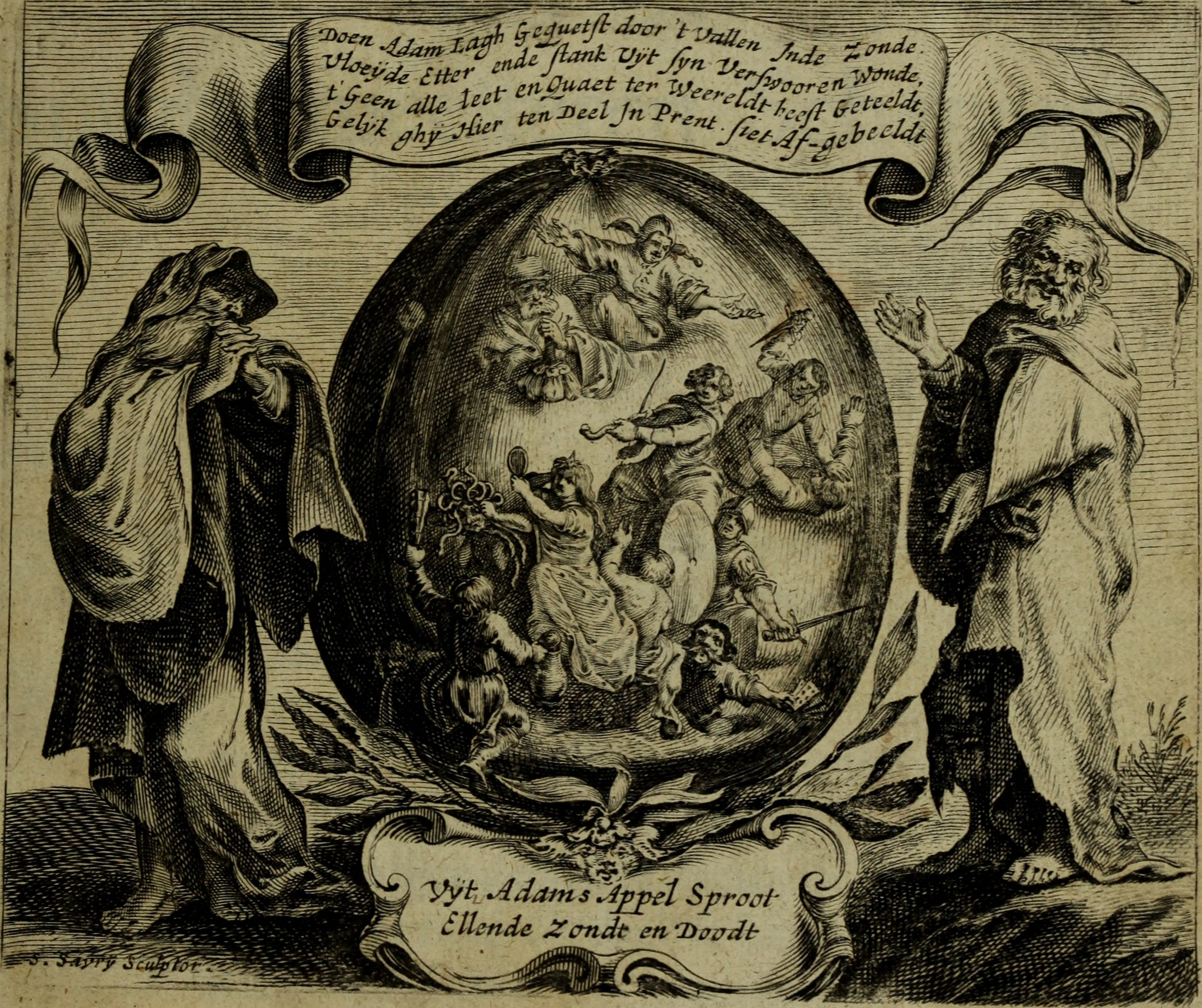
Prent uit Zinne-beelden oft Adams appel (1642)

Jan van der Veen (Haarlem, ca. 1587 - Deventer, 2 september 1659) was een Nederlands dichter die zich voornamelijk in Deventer ophield, waardoor hij ook wel de Deventer Dichter en zelfs de Deventer Vader Cats werd genoemd. Hij was voornamelijk bekend om zijn dichtbundel 'Zinnebeelden oft Adamsappel' waarin hij de menselijke zonden beschrijft en verwerpt.
Hij boekte veel succes en als gevolg daarvan bracht de uitgever, Everhard Cloppenburgh, een quarto-uitgave uit

## Biografie
Hoewel Van der Veen niet in Deventer was geboren, kwamen zijn ouders wel uit de Hanzestad. Een verklaring voor het feit dat zij destijds in Haarlem woonden, is dat deze stad in 1578 verlost was van de Spanjaarden, maar Deventer nog bezet gebied was. Zijn ouders waren tijdens het Beleg van Deventer in 1578 naar Haarlem uitgeweken. Van der Veen zette in Deventer een apotheek op, waarvan hij net kon rondkomen. In zijn vrije tijd dichtte hij, en zo bracht hij zijn eerste dichtbundel uit, Overzeesche bruiloftszangen getiteld. Bij de nieuwbouw van het Sint-Geertruiden- of Pesten Gasthuis in 1628 droeg de stadsregering van Deventer hem op een gevelschrift te schrijven. Opmerkelijk was dat niet zijn tijdgenoot Jacobus Revius hiertoe gevraagd werd.
Van der Veen trouwde pas laat; op 14 maart 1626 trad hij in het huwelijk met Thonnisken Ruirkint. In 1642 bracht Van der Veen de bundel Zinnebeelden oft Adams-Appel met prenten uit. Enkele gedichten hieruit zijn later vergeleken met die van Dirck Raphaelsz. Camphuysen, een dichter uit dezelfde tijd. 
Van der Veen was bevriend met de kunstschilder Pieter van Anraedt, met wie zijn dochter later trouwde.
- Bibliothèque nationale de France: cb12368564r (data)
- Biografisch Portaal: 80634193
- Digitale Bibliotheek voor de Nederlandse Letteren: veen010
- Gemeinsame Normdatei: 129889555
- International Standard Name Identifier: 0000 0000 6144 4159
- Library of Congress Control Number: nr2002005857
- Nederlandse Thesaurus van Auteursnamen: 069281084
- LIBRIS: 296416
- Système universitaire de documentation: 032706960
- Virtual International Authority File: 74944672
- WorldCat: E39PBJdx4DytK9wrJbgBJbVHmd